# Niru-ye Havayi-ye Artesh-e Jomhuri-ye Eslami-e Iran
La Niru-ye Havayi-ye Artesh-e Jomhuri-ye Eslami-e Iran (نیروی هوایی جمهوری اسلامی ایران), tradotto dal persiano Forza aerea della Repubblica Islamica dell'Iran, conosciuta internazionalmente con la designazione in inglese Islamic Republic of Iran Air Force ed abbreviata in IRIAF, è la componente aeronautica nonché parte integrante dell'esercito dell'Iran, quest’ultimo una delle tre branche delle forze armate iraniane assieme al Corpo delle guardie della rivoluzione (Pasdaran) e alla Forza disciplinare (gendarmeria).

## Storia
Nei primi anni venti l'allora comandante Reza Pahlavi decise di introdurre l'uso di velivoli nell'esercito imperiale creandone la sua componente aerea. L'allora aeronautica militare si dotò di velivoli di produzione britannica, i de Havilland DH.82 Tiger Moth per la formazione dei propri piloti integrati, dagli anni trenta, dai caccia Hawker Fury e dai suoi derivati Audax ed Hind.

### La nascita della forza aerea indipendente
Nell'agosto 1955 vi fu la prima riforma con l'istituzione di una forza armata aerea separata che era alle dipendenze dirette del dipartimento dell'aviazione del Ministero della guerra. I buoni rapporti internazionali tra l'allora governo iraniano e quello statunitense determinò l'acquisto di un gran numero di velivoli da combattimento tra cui 79 F-14A Tomcat, 32 F-4D Phantom, 177 F-4ES e 16 RF-4ES, 140 F-5ES monoposto e 28 F-5F biposto da addestramento. L'Iran poté contare sulla tecnologia di origine occidentale fino all'embargo conseguente all'occupazione, il 4 novembre 1979, dell'ambasciata americana a Teheran da parte degli studenti iraniani.
La necessità di poter disporre di parti di ricambio necessarie per il rapido deterioramento dei mezzi aerei in dotazione e dello scoppio della guerra Iran-Iraq diede un forte impulso alla ricerca in campo aeronautico dell'industria iraniana. Con la caduta del governo e l'instaurazione del nuovo governo islamico, la forza aerea assunse l'attuale designazione.

## Distintivi ottici di riconoscimento
L'attuale simbolismo di riconoscimento applicato alla flotta aerea è basato sulle coccarde posizionate sulle superfici superiore ed inferiore delle ali e da un distintivo di coda posizionato sul timone.
Fin da quando venne istituita, nel 1920, l'aeronautica militare iraniana, prima come componente dell'esercito e poi come arma aerea indipendente, venne riprodotta una versione della bandiera nazionale, con i colori verde, bianco e rosso sia sulle ali che sulla fusoliera. Tuttavia venne rapidamente sostituita da una coccarda tricolore che riproponeva i colori della bandiera con il rosso al centro ed il verde all'esterno. Con l'avvento della Repubblica islamica, nel 1979, non vi furono consistenti variazioni adottando anch'essa la precedente coccarda con la diversa bandiera nazionale con funzione di distintivo di coda.

## Aeromobili in uso
Sezione aggiornata annualmente in base al World Air Force di Flightglobal del corrente anno. Tale dossier non contempla UAV, aerei da trasporto VIP ed eventuali incidenti accorsi durante l'anno della sua pubblicazione. Modifiche giornaliere o mensili che potrebbero portare a discordanze nel tipo di modelli in servizio e nel loro numero rispetto a WAF, vengono apportate in base a siti specializzati, periodici mensili e bimestrali. Tali modifiche vengono apportate onde rendere quanto più aggiornata la tabella.
Le poche notizie che trapelano, non permettono di quantificare in maniera precisa quali tipi risultino ancora in organico ed il loro effettivo numero.
| Aeromobile                       | Origine          | Tipo                                                    | Versione (denominazione locale) | In servizio (2024) | Note | Immagine |
| Aerei da combattimento           |                  |                                                         |                                 |                    | |          |
| Grumman F-14 Tomcat              | Stati Uniti      | Caccia intercettore e Caccia da superiorità aerea       | F-14M                           | 23                 | 80 F-14A ordinati nel 1974, con consegne a partire dal 1976, 79 dei quali giunti in Iran prima della Rivoluzione islamica. Alcune fonti stimavano tra 20/25 gli aerei operativi (febbraio 2020) ed aggiornati allo standard F-14M (ossia "Modernized"). Grazie agli upgrade di derivazione russa resteranno in servizio fino al 2030. Un esemplare è andato perso a maggio 2019, data alla quale si stimava fossero rimasti operativi 12/14 esemplari. |          |
| Northrop F-5 Tiger II            | Stati Uniti Iran | cacciabombardiereconversione operativacacciabombardiere | F-5EF-5FAzarakhshSaeqeh         | 2410               | Dei 141 F-5E e 28 F-5F acquistati ai tempi dello Scià, alcuni esemplari sono stati ricostruiti allo standard Azarakhsh e Saeqeh, copia dello stesso F-5, ma con la seconda versione che presenta una doppia deriva in coda in stile F/A-18. |          |
| McDonnell Douglas F-4 Phantom II | Stati Uniti      | cacciabombardiereaereo da ricognizione fotografica      | F-4DF-4ERF-4E                   | 10255              | 32 F-4D, 177 F-4E e 12 RF-4E consegnati. |          |
| Mikoyan-Gurevich MiG-29 Fulcrum  | Russia           | Cacciabombardiereconversione operativa                  | MiG-29SMiG-29UB                 | 164                | 14 aerei ordinati nel 1990, 20 nel 1991 e 6 tra il 1993 e il 1994. Alcuni dovrebbero essere MiG-29 iracheni che avevano disertato durante la Guerra del Golfo. |          |
| Sukhoi Su-35 Flanker-M           | Russia           | Cacciabombardiere                                       | Su-35SE                         | 2                  | A settembre 2022 fu annunciato che i 24 Su-35SE rimasti invenduti, dopo l'annullamento dell'ordine da parte dell'Egitto, sarebbero stati acquistati dall'Iran. Conferma avvenuta a gennaio 2023 (con incremento dell'ordine almeno fino a 64 esemplari) e con consegne previste per marzo 2024. Secondo una fonte tedesca i primi due esemplari sarebbero stati consegnati il 18 novembre 2024, e l'ordine sarebbe stato incrementato da 25 a 50 aerei. |          |
| Sukhoi Su-24 Fencer              | Russia           | Cacciabombardiere                                       | Su-24MK                         | 21                 | 12 esemplari iracheni internati, dopo che avevano disertato durante la Guerra del Golfo, 12 acquistati nel 1991 ed entrambi i modelli sono stati sottoposti ad upgrade nel 2005. |          |
| Sukhoi Su-25 Frogfoot            | Russia           | Cacciabombardiere                                       | Su-25UBK                        | 6                  | 3 esemplari acquistati nel 2003 e 3 nel 2005. |          |
| Sukhoi Su-22 Fitter              | Russia           | Cacciabombardiere                                       | Su-22                           | 8                  | Il 25 luglio 2018 è stato annunciato che 10 Su-22 sono stati riattivati e potenziati. Due esemplari sono stati persi, uno ad agosto 2022, ed il secondo il 16 dicembre 2023. |          |
| Chengdu F-7 Airguard             | Cina             | cacciabombardiereconversione operativa                  | F-7NFT-7N                       | 2319               | Non è certo quanti aerei e di quale versione siano stati consegnati, ma si tratterebbe di 30 F-7N e 2 FT-7N. Altre fonti riferirono che, nel maggio 1989, durante un viaggio dell'allora presidente iraniano Ali Khamenei in Cina, fu stipulato il primo ordine di diversi J-7. La versione iraniana, L'F-7N, si basava sull'F-7P pakistano, ma equipaggiata con apparecchiature completamente di fabbricazione cinese invece di componenti di fabbricazione italiana e britannica, e dotata di motori WP-7IIC più potenti. I primi ad essere consegnati furono 6 biposto da addestramento FT-7B da addestramento, ricevuti nell'ottobre 1990. Il lotto successivo, consegnato nel maggio 1990, comprendeva 15 F-7N, seguiti, poi, da ulteriori 15 F-7N nel febbraio 1992. Furono ordinati 20 FT-6N, il primo lotto dei quali fu consegnato nel 1992. Con la consegna dei primi FT-7N, l'aviazione iraniana restituì i sei FT-7B al produttore. Nel 1994, ci fu un terzo ordine per altri 6 FT-7N, consegnati nel 1996. In totale sarebbero stati consegnati 30 F-7N e 26 FT-7N. Di questi, al febbraio 2022, ne resterebbero in servizio 23 monoposto e 20 biposto, tutti concentrati nell'84° Combat Commands Training Squadron (CCTS) presso la base di Isfahan. Uno dei 20 FT-7N in servizio è stato perso in un incidente il 24 maggio 2022. |          |
| Dassault Mirage F1               | Francia          | cacciabombardiereconversione operativa                  | F1EQF1BQ                        | 12?5?              | Si trattati di 24 tra Mirage F1EQ e Mirage F1BQ ex iracheni, internati dopo che avevano disertato durante la Guerra del Golfo e dei quali, alla fine del 2021, non si sa se in grado di volare. |          |
| Aerei per impieghi speciali      |                  |                                                         |                                 |                    | |          |
| Boeing 707                       | Stati Uniti      | aereo per guerra elettronica                            | B707 EW                         | 2                  | Si tratta di 2 dei 6 KC-707 ricevuti a partire dal 1974. |          |
| Dassault Falcon 50               | Francia          | aereo da ricognizione                                   | Falcon 50                       | 1                  | |          |
| Lockheed P-3 Orion               | Stati Uniti      | Aereo antisommergibile                                  | P-3F                            | 5                  | 6 P-3F (un ibrido a metà strada dalla P -3B e P-3C) consegnati tra il 1975 ed il 1976. |          |
| Aerei per rifornimento in volo   |                  |                                                         |                                 |                    | |          |
| Boeing KC-707                    | Stati Uniti      | aereo per il rifornimento in volo                       | KC-707                          | 3                  | 6 KC-707 ricevuti a partire dal 1974, 2 dei quali modificati in aerei SIGINT. |          |
| Boeing KC747                     | Stati Uniti      | aereo per il rifornimento in volo                       | KC-747-131(SF)                  | 1                  | Un solo esemplare operativo al 2024. |          |
| Aerei da trasporto               |                  |                                                         |                                 |                    | |          |
| Airbus A340                      | Unione europea   | Aereo da trasporto VIP                                  | A340-313X                       | 1                  | 1 esemplare consegnato nel 2015. |          |
| Antonov An74 Coaler              | Ucraina          | Aereo da trasporto medio                                | An-74T-200                      | 7                  | 12 An-74T-200 consegnati. |          |
| Ilyushin Il-76 Candid            | Russia           | Aereo da trasporto strategico                           | Il-76                           | 9                  | 9 Il-76 consegnati. |          |
| Lockheed C-130 Hercules          | Stati Uniti      | Aereo da trasporto tattico                              | C-130EC-130H                    | 28                 | 56 tra C-130E e C-130H consegnati. |          |
| Boeing 707                       | Stati Uniti      | Aereo da trasporto VIP                                  | B707-3J9C                       | 1                  | 9 B707-3J9C consegnati. |          |
| Boeing 747                       | Stati Uniti      | Aereo da trasporto VIP                                  | B747-200F                       | 6                  | 7 B747-100/200F consegnati. |          |
| Fokker F27                       | Paesi Bassi      | Aereo da trasporto                                      | F-27-400MF-27 Mk.600            | 41                 | 7 F27-400M e 1 F27 Mk. 600 ricevuti. |          |
| Pilatus PC-6                     | Svizzera         | aereo da trasporto                                      | PC-6B                           | 13                 | 15 Pilatus PC-6B ricevuti. |          |
| Dassault Falcon 20               | Francia          | aereo da trasporto VIP                                  | Falcon 20E                      | 1                  | 2 Falcon 20E consegnati. |          |
| Aerei da addestramento           |                  |                                                         |                                 |                    | |          |
| Yakovlev Yak-130 Mitten          | Russia           | aereo da addestramento                                  | Yak-130                         | 6?                 | Primi 2 Yak-130 consegnati a fine agosto 2023. Non si conosce il numero di aerei ordinati. Dalle foto diffuse su internet e dal numero seriale dell'aereo si presume siano 6 gli esemplari consegnati entro la fine del 2024. |          |
| Pilatus PC-7                     | Svizzera         | aereo da addestramento                                  | PC-7B                           | 34                 | 35 esemplari consegnati a partire dal 1983. |          |
| Embraer EMB-312 Tucano           | Brasile          | aereo da addestramento                                  | EMB-312                         | 15                 | 25 esemplari consegnati a partire dal 1989 al 1991. |          |
| PAC MFI-17 Mushshak              | Pakistan         | aereo da addestramento                                  | MFI-17                          | 25                 | 25 MFI-17 consegnati. |          |
| Elicotteri                       |                  |                                                         |                                 |                    | |          |
| Mil Mi-171 Hip-H                 | Russia           | elicottero utility                                      | Mi-171SH                        | 36                 | 36 ordinati nel 2001 e consegne completate nel 2004. |          |
| Bell 206                         | Stati Uniti      | elicottero utility                                      | B 206                           | 2                  | |          |
| Agusta AB 212                    | Stati Uniti      | elicottero utility                                      | AB 212                          | 1                  | 17 AB 212 consegnati. |          |
| Boeing CH-47 Chinook             | Stati Uniti      | elicottero da trasporto pesante                         | CH-47C                          | 2                  | 2 CH-47C consegnati. |          |
| Agusta AS-61                     | Stati Uniti      | SAR                                                     | AS-61A-4                        | 2                  | 2 AS-61A-4 consegnati. |          |

Il 2 febbraio 2013, nel 34º anniversario della rivoluzione del 1979, si è appreso che l'Iran ha prodotto in maniera autonoma un nuovo caccia, il Qaher-313 (traducibile in "il conquistatore").

## Aeromobili ritirati
- Chengdu F-7B - 6 esemplari (1990-1992)[18]